# Ajuy
Ajuy is een gemeente in de Filipijnse provincie Iloilo op het eiland Panay. Bij de laatste census in 2010 telde de gemeente ruim 47 duizend inwoners.

## Geografie

### Bestuurlijke indeling
Ajuy is onderverdeeld in de volgende 34 barangays:
| - Adcadarao - Agbobolo - Badiangan - Barrido - Bato Biasong - Bay-ang - Bucana Bunglas - Central - Culasi - Lanjagan - Luca - Malayu-an | - Mangorocoro - Nasidman - Pantalan Nabaye - Pantalan Navarro - Pedada - Pili - Pinantan Diel - Pinantan Elizalde - Pinay Espinosa - Poblacion - Progreso | - Puente Bunglas - Punta Buri - Rojas - San Antonio - Silagon - Santo Rosario - Tagubanhan - Taguhangin - Tanduyan - Tipacla - Tubogan |

## Demografie
Ajuy had bij de census van 2010 een inwoneraantal van 47.248 mensen. Dit waren 135 mensen (0,3%) meer dan bij de vorige census van 2007. Ten opzichte van de census van 2000 was het aantal inwoners gegroeid met 2.056 mensen (4,5%). De gemiddelde jaarlijkse groei in die periode kwam daarmee uit op 0,45%, hetgeen lager was dan het landelijk jaarlijks gemiddelde over deze periode (1,90%).

De bevolkingsdichtheid van Ajuy was ten tijde van de laatste census, met 47.248 inwoners op 175,57 km², 269,1 mensen per km².